# گریت بالز آو فایر (۲۰۱۷)
گریت بالز آو فایر (۲۰۱۷) یک رویداد غیر رایگان (Pay-Per-View) در کشتی حرفه‌ای است که توسط کمپانی دبلیودبلیوئی و برای برند راو تهیه می‌شود و این دوره‌اش هم در ۹ ژوئیه ۲۰۱۷ در مجموعه ورزشی امریکن ایرلاینز سنتر در شهر دالاس ایالت تگزاس برگزار شد. این اولین دوره از این رویداد بود.
.

## زمینه‌سازی
گریت بالز آو فایر شامل مسابقاتی بین دشمنی‌های موجود، ماجراهای پیش آمده و استوری‌هایی خواهد بود که پیش از این در برنامه‌های راو پخش شده بود. کشتی‌گیرها با توجه به مسابقات یا سری اتفاقاتی که برایشان رخ می‌دهد و تنش را به حد اکثر می‌رساند، نقش منفی یا قهرمان به خود می‌گیرند.

## نتایج
| #                                                                                                 | نتایج                                                                     | نوع مسابقه                                                                 | مدت زمان |
| ------------------------------------------------------------------------------------------------- | ------------------------------------------------------------------------- | -------------------------------------------------------------------------- | -------- |
| ۱پ                                                                                                | نِویل (c) پیروز مقابل آکیرا توزاوا (با همراهی تایتوس اونیل)                | مسابقه تک نفره برای قهرمانی کمربند میان‌وزن دبلیودبلیوئی                    | 11:40    |
| ۲                                                                                                 | بری وایت پیروز مقابل سث رالینز                                            | مسابقه تک نفره                                                             | 12:10    |
| ۳                                                                                                 | بیگ کَس پیروز مقابل اِنزو اَموره                                             | مسابقه تک نفره                                                             | 5:25     |
| ۴                                                                                                 | سزارو و شیمس (c) مقابل برادران هاردی (جف و مت هاردی) با نتیجه ۴-۳         | مسابقه ۳۰ دقیقه‌ای مرد آهنین برای قهرمانی کمربندهای تگ تیم دبلیودبلیوئی راو | 30:00    |
| ۵                                                                                                 | ساشا بنکس پیروز مقابل الکسا بلیس (c) با شمارش معکوس                       | مسابقه تک نفره برای قهرمانی کمربند زنان راو                                | 11:40    |
| ۶                                                                                                 | د میز (c) (با همراهی مریس، بو دالاس و کورتیس اکسل) پیروز مقابل دین امبروز | مسابقه تک نفره برای قهرمانی کمربند بین قاره‌ای                              | 11:20    |
| ۷                                                                                                 | براون استرومن پیروز مقابل رومن رینز                                       | مسابقه آمبولانس                                                            | 16:35    |
| ۸                                                                                                 | هیث اسلیتر پیروز مقابل کرت هاوکینز                                        | مسابقه تک نفره                                                             | 2:10     |
| ۹                                                                                                 | براک لزنر (c) (با همراهی پل هیمن) پیروز مقابل ساموآ جو                    | مسابقه تک نفره برای قهرمانی کمربند یونیورسال دبلیودبلیوئی                  | 6:25     |
| - (c) – نشان‌دهنده قهرمان(هایی) است که به میدان می‌روند - پ – نشان‌دهنده این است که مسابقه در پری–شو |                                                                           |                                                                            |          |